# Yusif Yakubu
Pour les articles homonymes, voir Yakubu.
 (avril 2013).
Si vous disposez d'ouvrages ou d'articles de référence ou si vous connaissez des sites web de qualité traitant du thème abordé ici, merci de compléter l'article en donnant les références utiles à sa vérifiabilité et en les liant à la section « Notes et références ».
Yusif Yakubu, né le 4 septembre 1976 à Kumasi, est un footballeur ghanéen. Il jouait au poste d'attaquant.
Il termine meilleur buteur du championnat indien à deux reprises en 2002 (18 buts) et 2003 (21 buts).